# Aeroportul Internațional Kansas City
Aeroportul Internațional Kansas City (IATA: MCI, ICAO: KMCI, FAA LID: MCI) este un aeroport din Kansas City, Comitatul Jackson, Missouri, Missouri, Statele Unite ale Americii ce deservește zona Kansas City. Aeroportul a fost tranzitat în 2023 de 11.545.742 de pasageri. A fost deschis în 1951 și numit după zona deservită.
Situat la o altitudine de 313 m, aeroportul dispune de 3 piste.

## Infrastructură

### Piste
Aeroportul dispune de 3 piste: 
- pista 01L/19R din asfalt, cu dimensiunile 10.801 picioare × 150 picioare
- pista 01R/19L din beton, cu dimensiunile 9.500 picioare × 150 picioare
- pista 09/27 din asfalt, cu dimensiunile 9.501 picioare × 150 picioare